# 골로브니노
골로브니노(Головнино)는 러시아 사할린주의 도시이다. 일본은 이 지역이 홋카이도 네무로 지청 구나시리 군에 속한 도마리 촌이라고 주장한다.